# Уральський автомобільний завод
55°05′33″ пн. ш. 60°07′29″ сх. д. / 55.0925° пн. ш. 60.124805555556° сх. д.

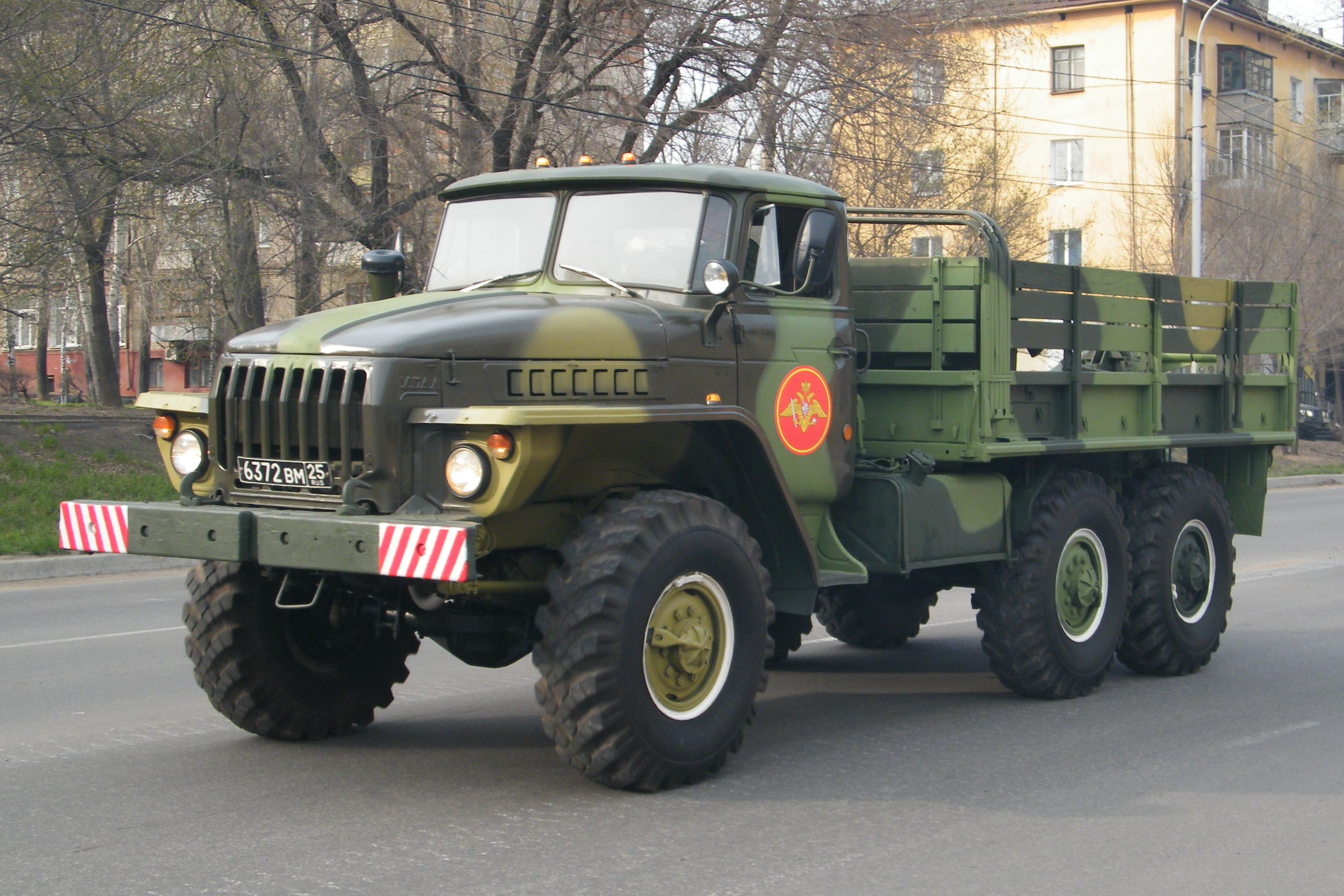
Урал-4320

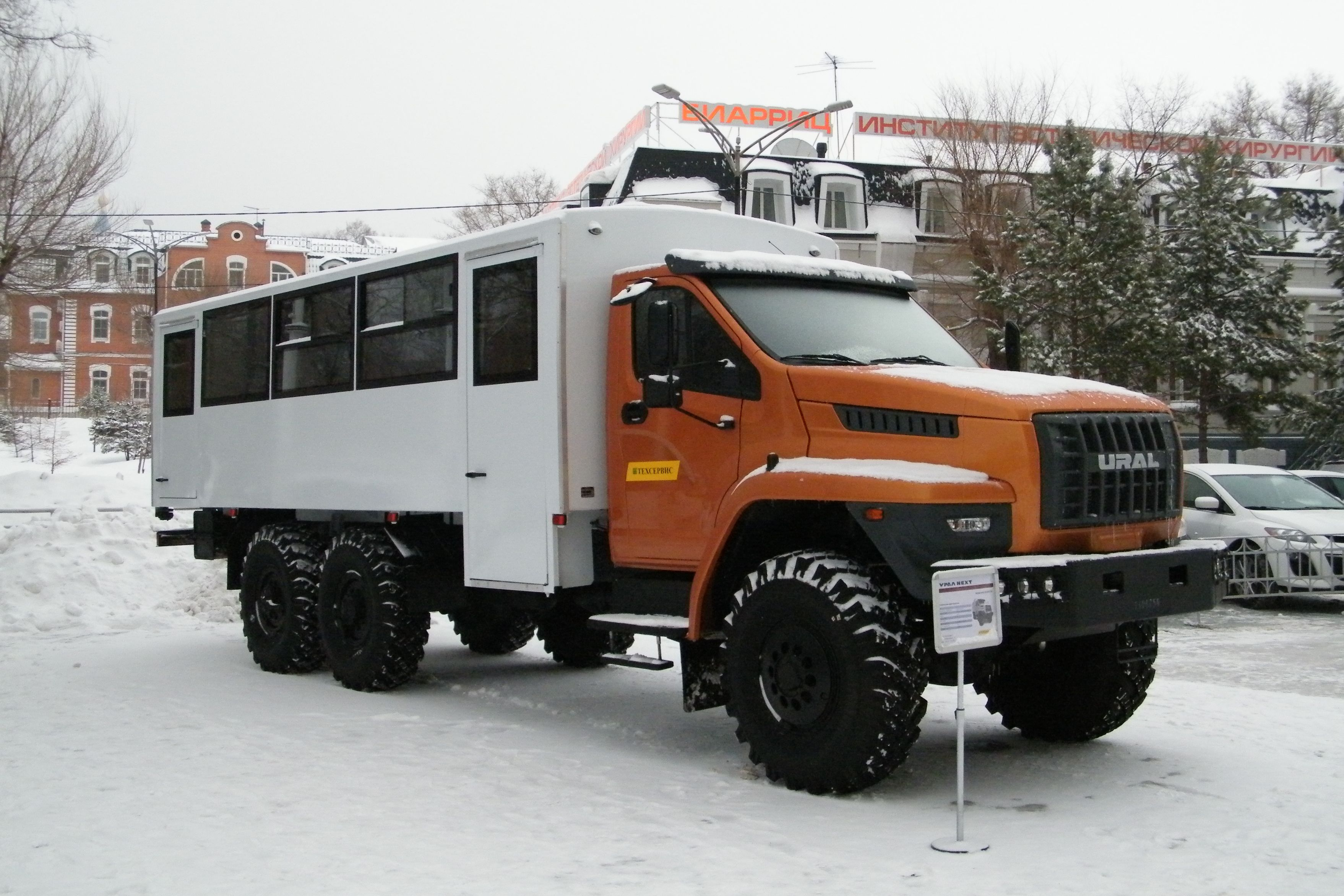
Вахтовий автобус Урал некст

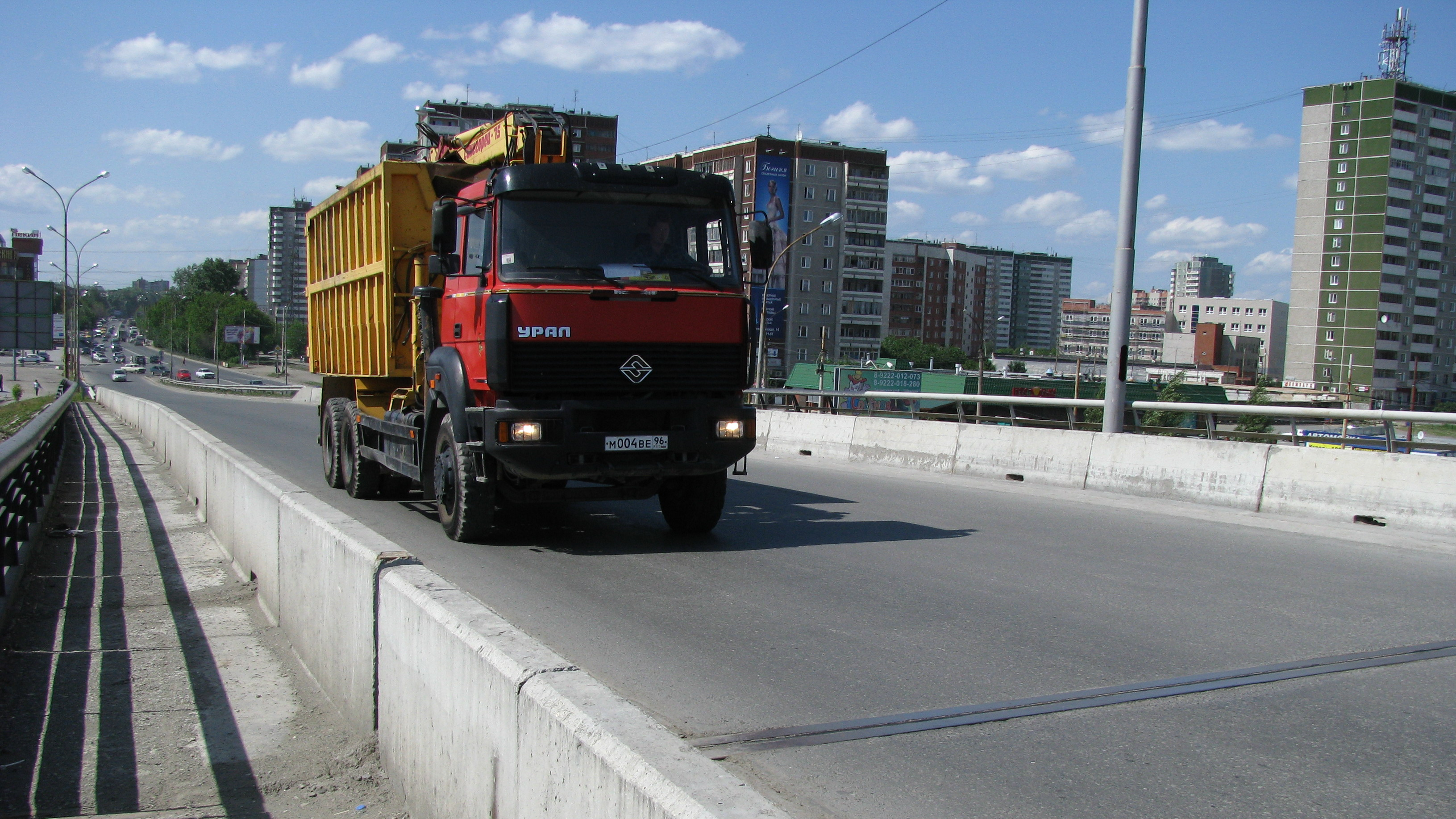
Сміттєвоз на базі Урал-М

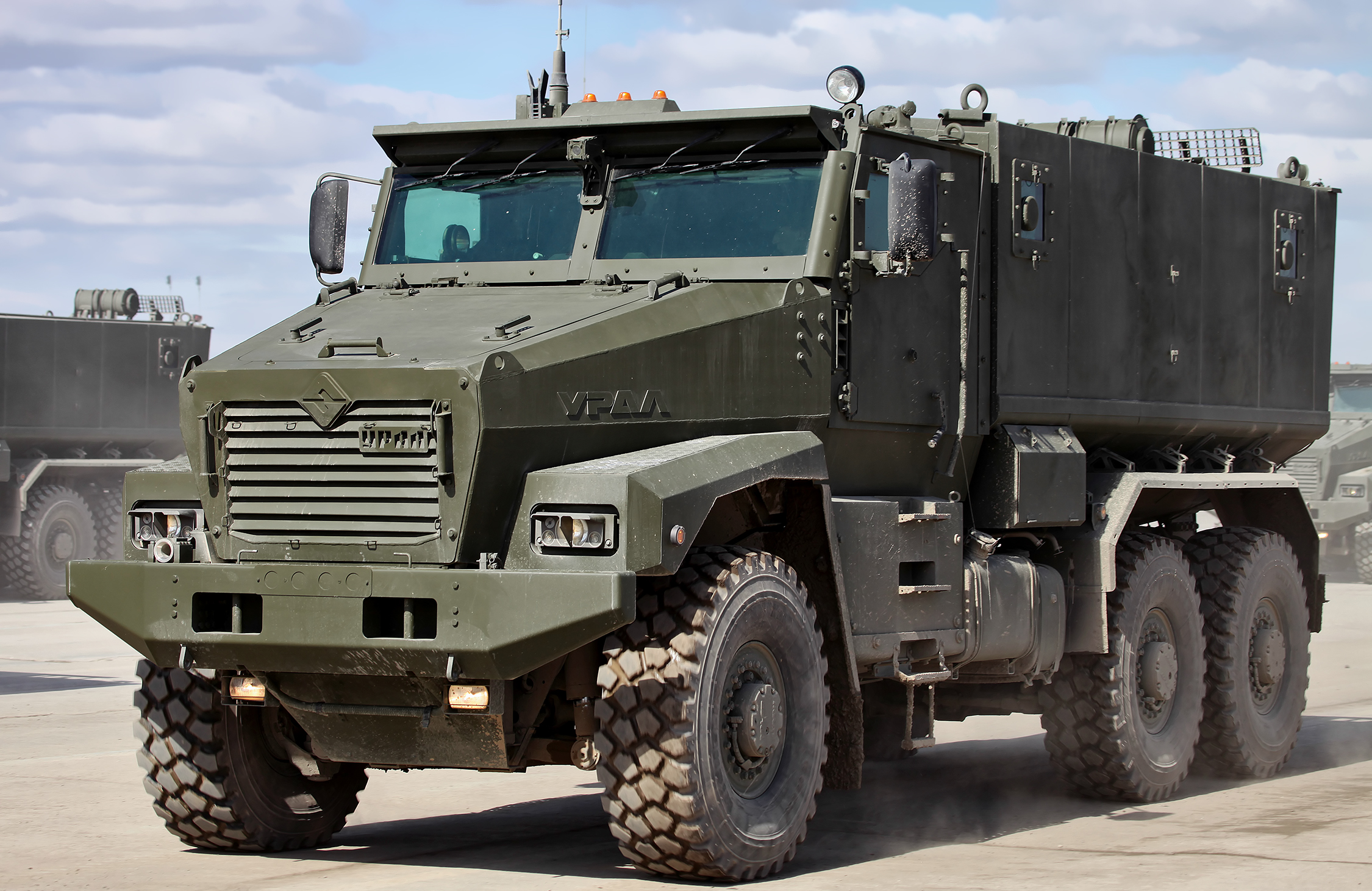
Урал-тайфун

Уральський автомобільний завод (УралАЗ, ВАТ «Автомобільний завод „Урал“») — російський виробник вантажних автомобілів. Розташований в місті Міас Челябінської області.

## Історія
Заснований 1941 за рішенням Державного комітету оборони СРСР.
До 1962 носив назву Уральський автомобільний завод імені Сталіна.
До 1991 року був державним підприємством у складі Міністерства автомобільної промисловості СРСР.
Після розпаду СРСР приватизований. На 2011 рік контролювався Групою ГАЗ (холдинг «Базовий елемент» Олега Дерипаски).

## Продукція
УралАЗ випускає як цивільні, так і військові автомобілі, призначені для перевезення вантажів як по дорогах, так і позашляховики.
- Ural Next — вантажівка. Має цілий ряд кузовних надбудов, а також закабінний спальник в деяких модифікаціях.
- Урал-М — сімейство безкапотних машин підвищеної прохідності для потреб лісового, нафтового і будівельного господарства.
- Урал-583166 — самоскид з колісною формулою 6х6, вантажопідйомністю 19,1 т/19,5 т.
- Урал — Тайфун (Урал-63095) — броньований автомобіль з броньованим кунгом для перевезення військовослужбовців у місцях бойових дій, так само можливе оснащення бойовим модулем.
- Урал-6370 — сімейство великовантажних повнопривідних автомобілів з колісною формулою 6х6, зокрема сімейства "Торнадо-У".
- Урал-690222 — трубоплетевоз вантажопідйомністю 20 т.

## Керівництво
- (???) генеральний директор Віктор Кадилкін